# Vila fortificada de Bulaternera

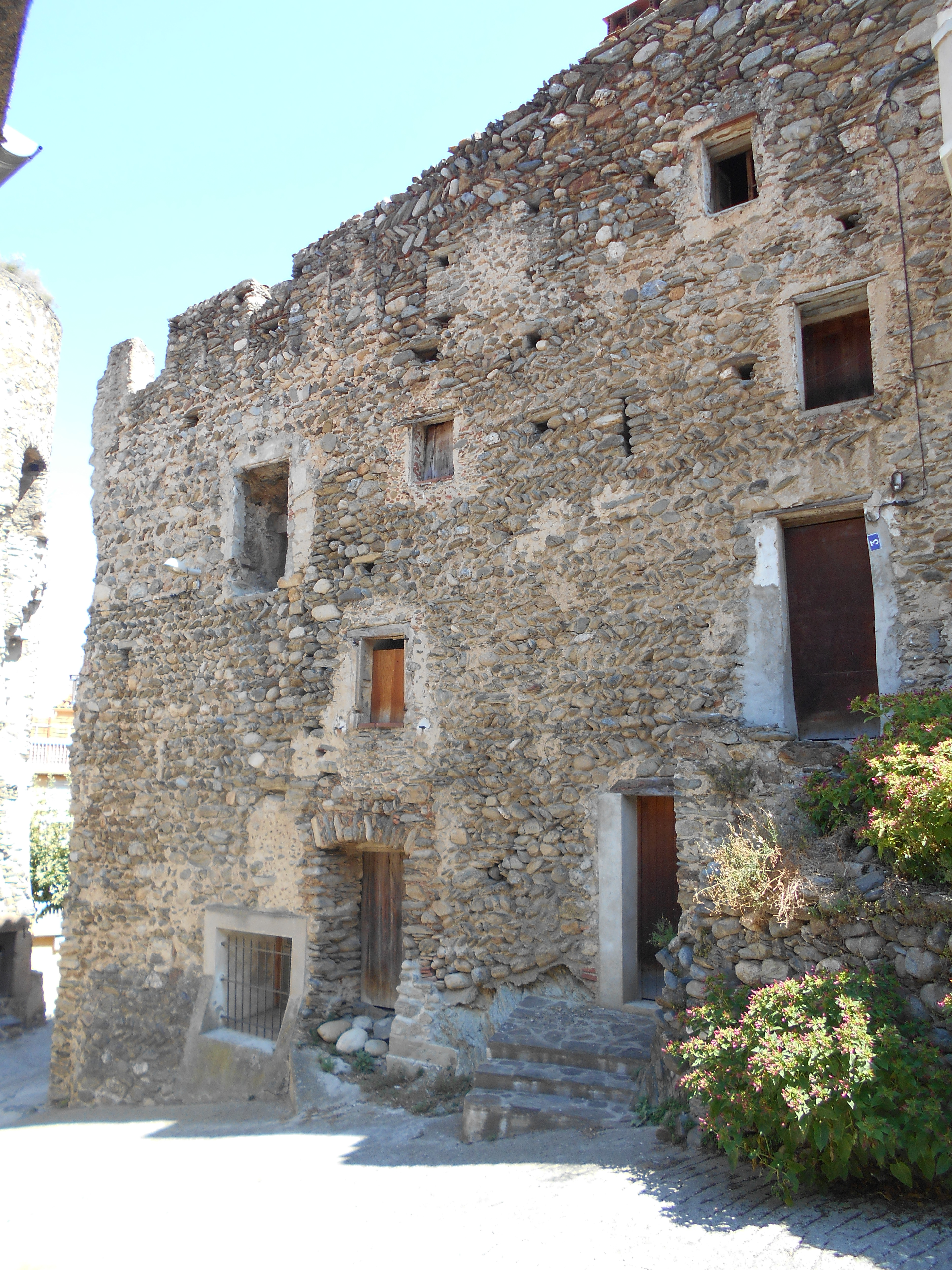
Pany de muralla prop de la Torre de la Plaça

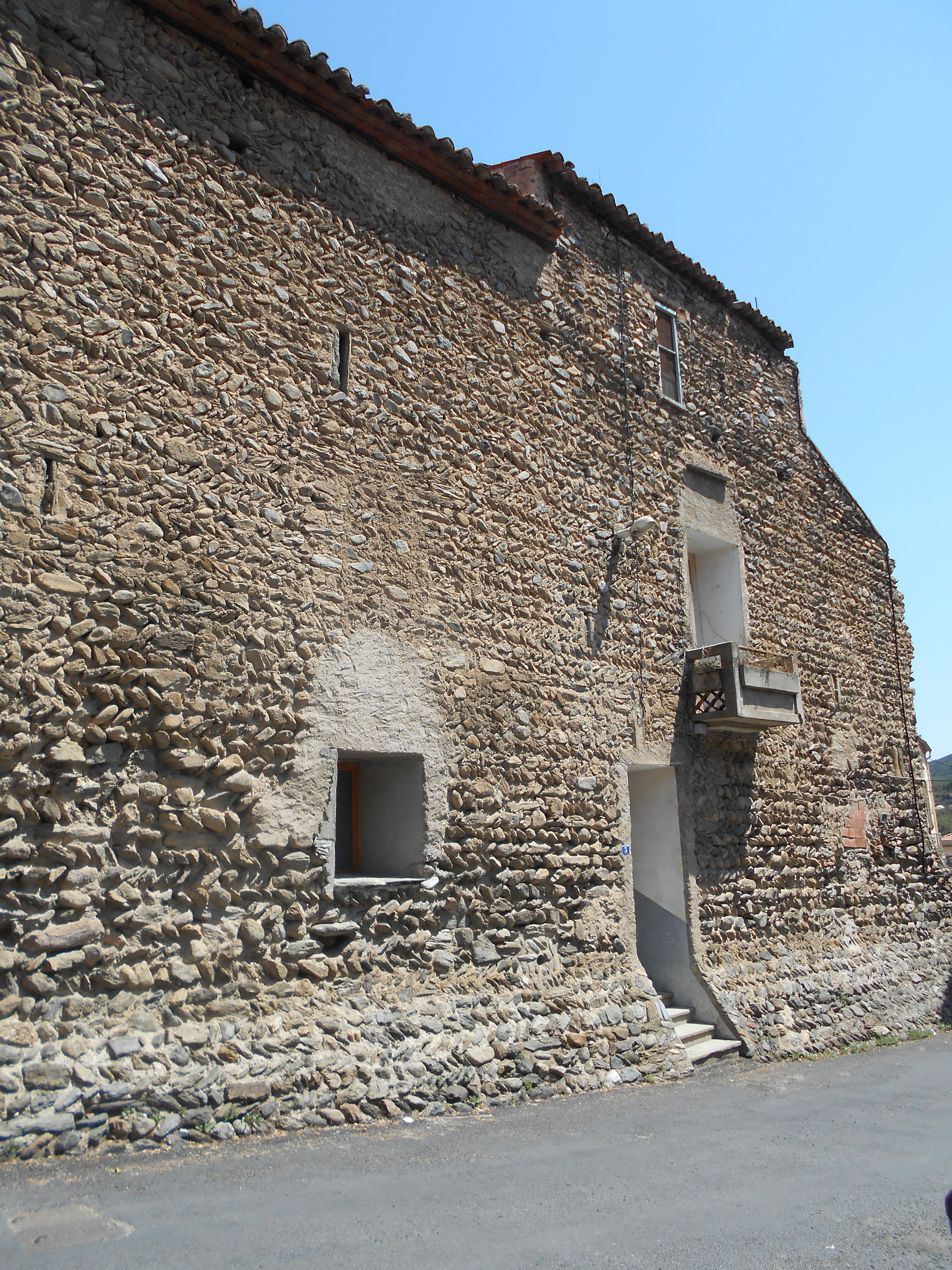
Pany de muralla a la Coma

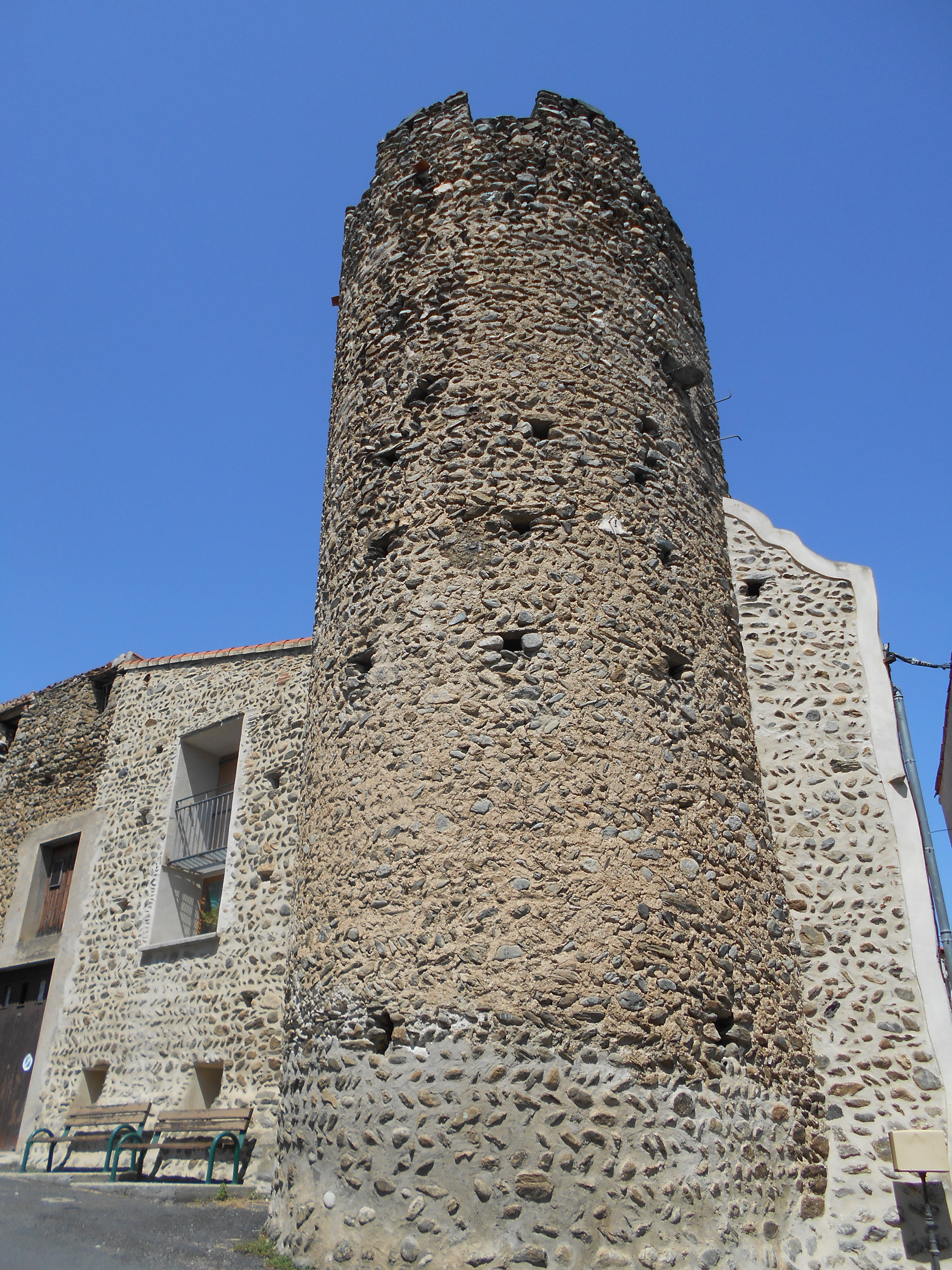
Bestorre de la Coma

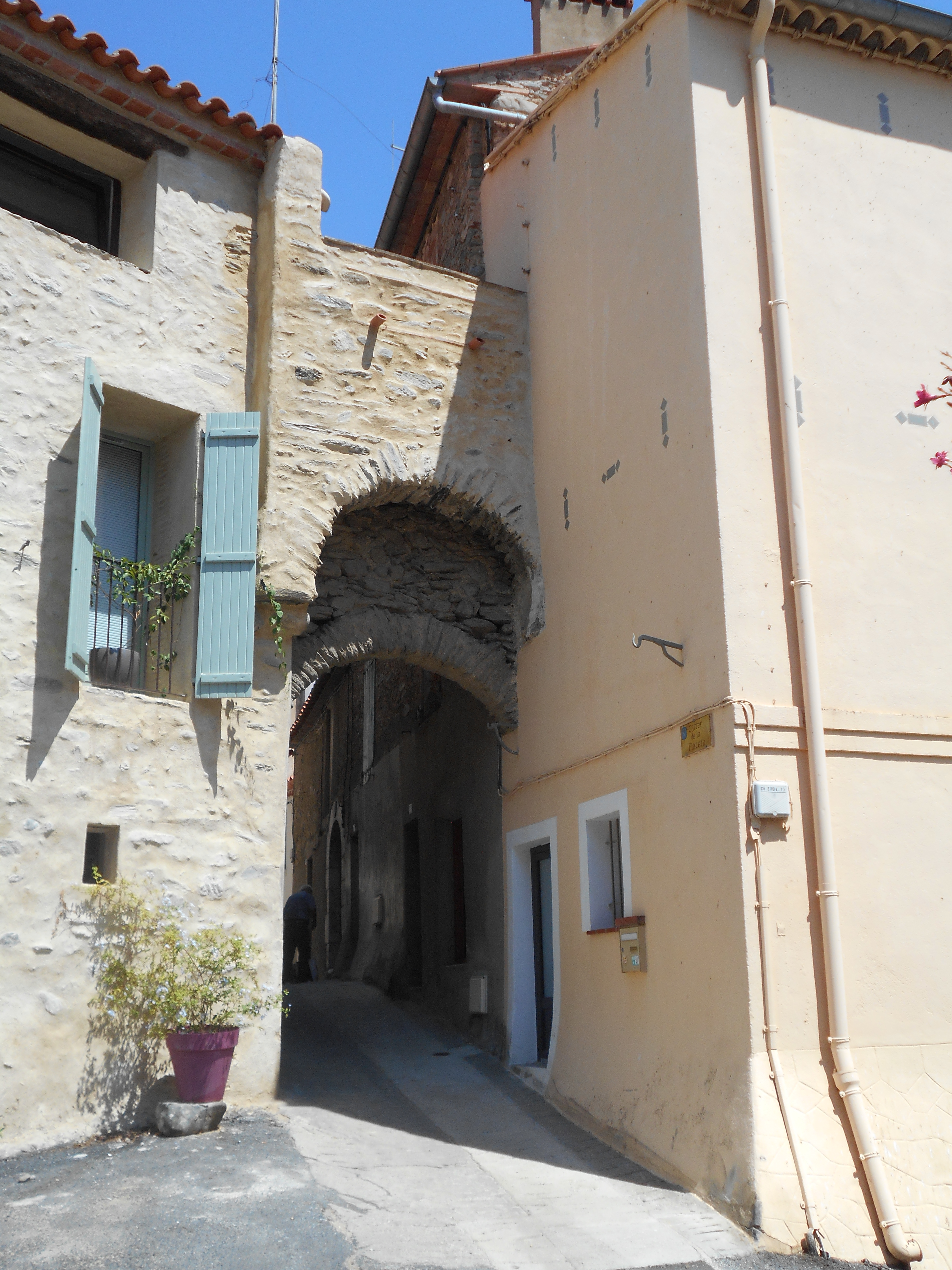
Portal de la Placeta

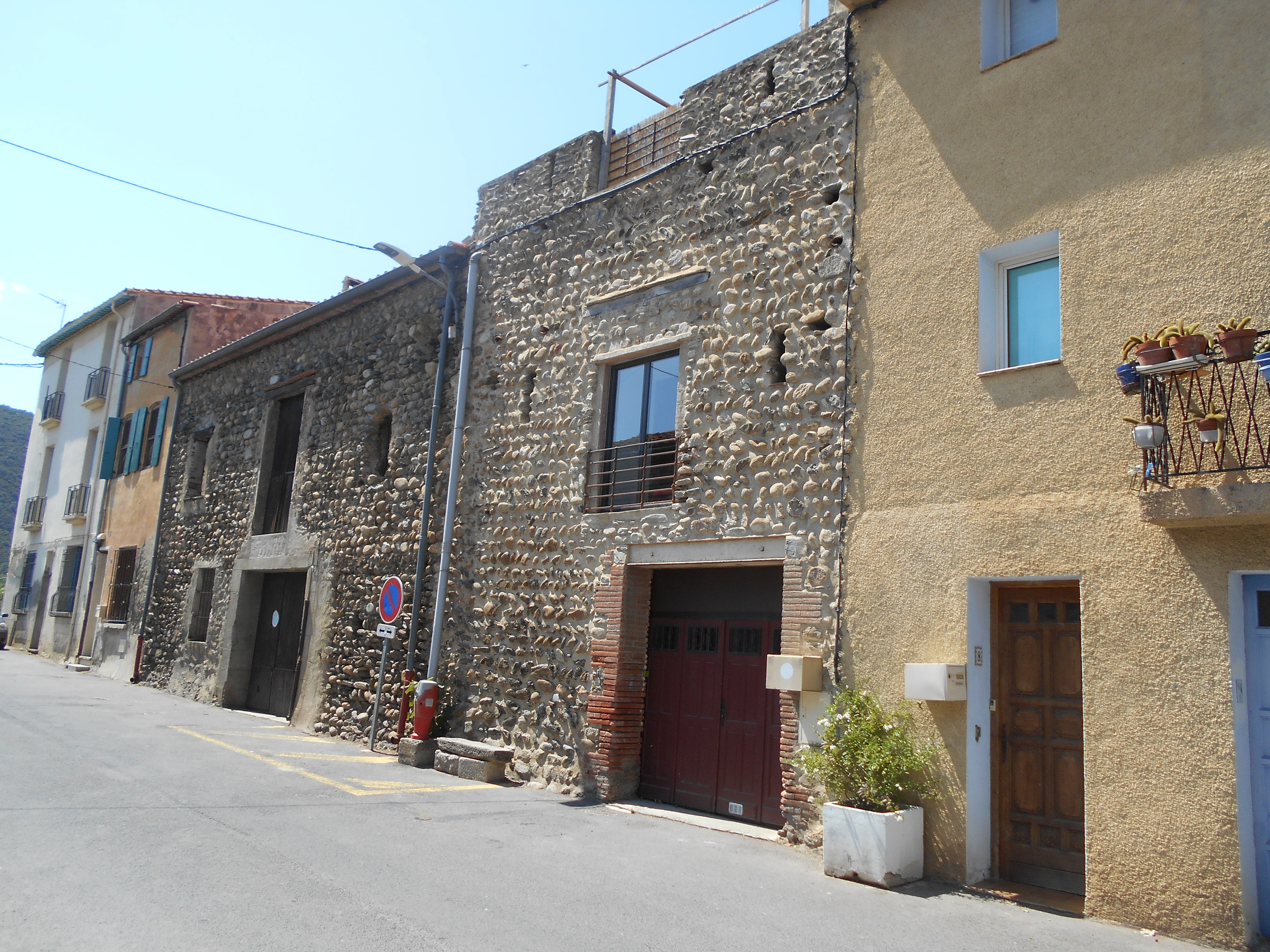
Pany de muralla al sud del recinte

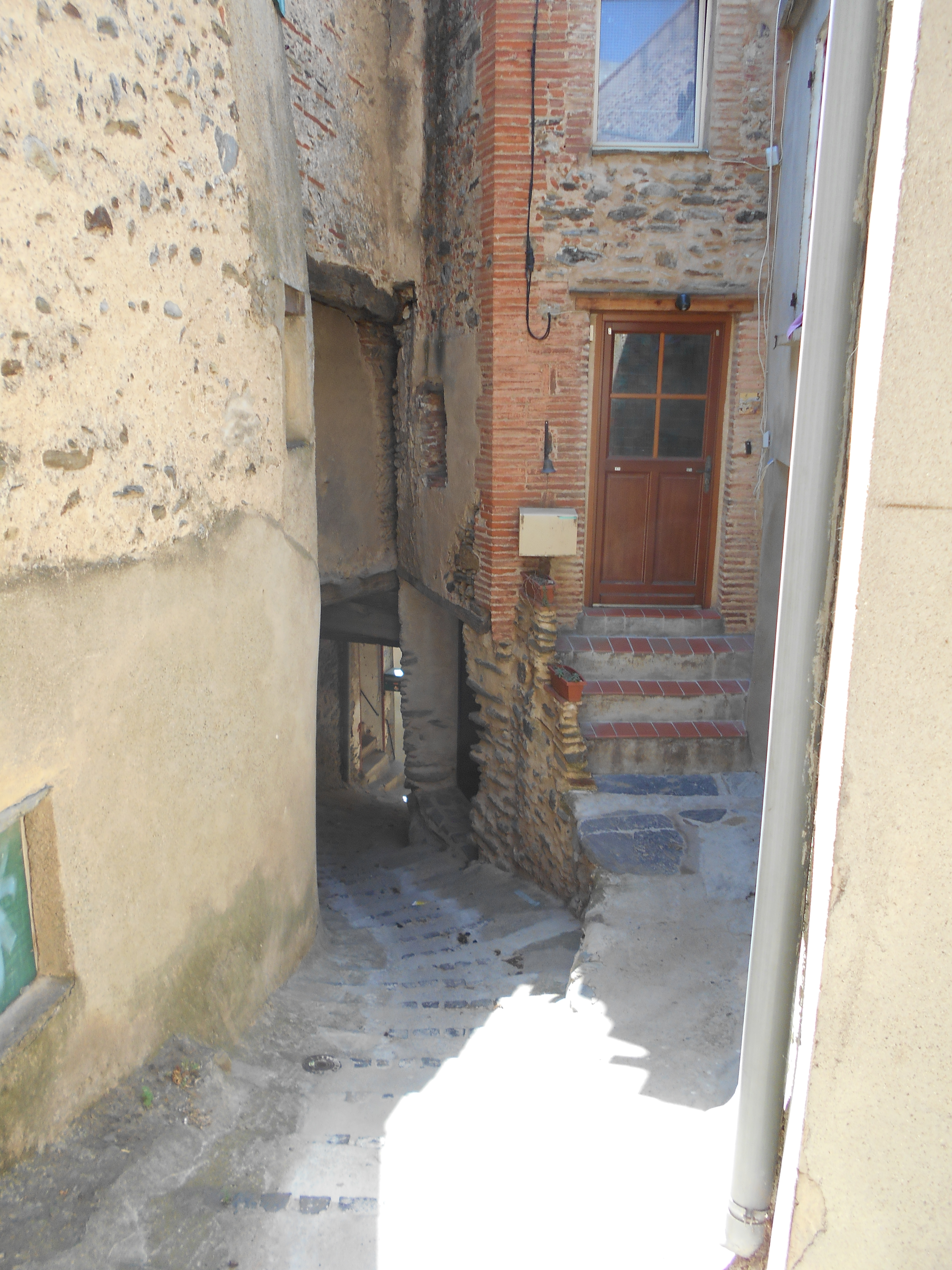
Portella del carrer de la Costa

La Vila fortificada de Bulaternera és la vila murada, fortificada, medieval d'estil romànic del poble de Bulaternera, a la comarca del Rosselló, Catalunya del Nord.

## Història
La situació de Bulaternera és estratègica al bell mig de la frontera dels comtats de Rosselló i Conflent. Per això fou sempre discutit entre els dos, i passà diverses vegades de mans, i per això també l'existència de les notables defenses del poble. Des de principis del segle xi són documentats tant la població com el mateix Coll de Terranera: Bula el 1008, Bula de Confluenti el 1145, Bula de Terrenera el 1303... Així, inicialment unida al de Rosselló, el 878 era incorporada al de Conflent i restituïda al de Rosselló per Jaume II de Mallorca el 1309. Els segles x i xi el monestir de Sant Miquel de Cuixà posseïa molts alous, i importants, a Bulaternera.
La senyoria del lloc estigué sempre lligada directament al comte respectiu, de Cerdanya i de Barcelona, hereus dels comtats de Conflent i Rosselló, respectivament, fins que el segle xiv va estar en mans d'Hug de Mataplana, comte de Pallars i senyor de Berga i Mataplana, a qui l'hi adquirí Jaume II de Mallorca. Aleshores, el 1303 fou infeudada a Pere de Fenollet, qui el 1314 era creat vescomte d'Illa pel rei Sanç. Ja romangué sempre, fins a la Revolució Francesa, en mans dels vescomte d'Illa (dels Fenollet als Castre els segles XV i XVI, al baró de la Llacuna el 1632, als Montcada tot seguit, i als Ducs de Medinaceli el segle xviii).

## Característiques
De forma irregular, envoltava la totalitat de la cellera castral primigènia construïda al voltant del turó on es dreçava el castell i ara l'església de Sant Sulpici. Conserva les torres de la Plaça i de la Coma -en realitat una bestorre- i tres portals i portelles; també existeix una part del camí de ronda.
El recinte fortificat de Bulaternera està format per, almenys, dos recintes concèntrics de muralles (i en alguns trams, tres). El central, el més petit, correspon a la cellera de la qual va néixer el poble. Petit, conté la primitiva església parroquial de Santa Maria, amb el seu cementiri, i està format per un carrer únic, actualment anomenat El Pati, que té forma de T. Un segon recinte, que englobà el de la cellera, s'estengué cap a llevant, sud i ponent, amb una muralla que s'obria a l'exterior per torres i portes o portelles.